# هرج‌ومرج فضایی
هرج‌ومرج فضایی (انگلیسی: Space Jam) یک فیلم پویانمایی لایو اکشن کمدی ورزشی آمریکایی محصول ۱۹۹۶ به کارگردانی جو پیتکا و نویسندگی لئو بنونوتی، استیو رادنیک، تیموتی هریس و هرشل واینگراد است. این فیلم با بازی بسکتبالیست مایکل جردن به عنوان نسخه‌ای خیالی از خودش ساخته شده است؛ بازیگران لایو اکشن شامل وین نایت و تریسا رندل می‌باشند، همچنین حضورهای کوتاهی از بیل مری و چندین بازیکن ان‌بی‌ای دیده می‌شود، در حالی که بیلی وست، دی بردلی بیکر، کت سوسی و دنی دویتو، صداپیشگان فیلم هستند. این فیلم داستان جردن را دنبال می‌کند که از دوران بازنشستگی خارج شده و توسط شخصیت‌های لونی تونز برای کمک به پیروزی در یک مسابقه بسکتبال علیه بیگانه‌های مهاجمی که قصد دارند آنها را به عنوان جاذبه‌های پارک تفریحی به بردگی ببرند، فراخوانده می‌شود.
هرج‌ومرج فضایی اولین فیلمی بود که توسط انیمیشن بلند برادران وارنر تولید شد و در ۱۵ نوامبر ۱۹۹۶ در سینماهای ایالات متحده توسط برادران وارنر تحت عنوان سرگرمی خانوادگی خود منتشر شد. منتقدان در مورد داستان ترکیب جردن و حرفه‌اش با شخصیت‌های لونی تونز نظرات مختلفی داشتند، در حالی که موفقیت‌های فنی ترکیب پویانمایی و لایو اکشن را تحسین کردند. این فیلم از لحاظ تجاری موفق شد و بیش از ۲۵۰ میلیون دلار در سطح جهانی فروش کرد و تا سال ۲۰۲۲ به عنوان پرفروش‌ترین فیلم بسکتبال تاریخ شناخته می‌شد و همچنین دهمین فیلم پرفروش سال ۱۹۹۶ بود.
یک دنباله مستقل، هرج‌ومرج فضایی: میراث جدید، در سال ۲۰۲۱ منتشر شد که با لبرون جیمز در نقش اصلی همراه بود. این دنباله نتوانست به موفقیت تجاری فیلم اول برسد و به طور کلی نقدهای منفی را دریافت کرد.

## بازیگران

### هنرپیشگان
- مایکل جردن - خودش
- وین نایت - استنلی پدولک
- تریسا رندل - وانیتا جردن
- براندون هموند - مایکل جردن (ده ساله)
- بیل مری - خودش
- لری برد - خودش
- چارلز بارکلی - خودش
- پاتریک اوینگ - خودش
- ماگزی بوگز - خودش
- لری جانسون - خودش
- شاون بردلی - خودش
- دل هریس - مربی ان‌بی‌ای، خودش

### صداپیشگان
- بیلی وست - باگز بانی، المر فاد
- دی بردلی بیکر - دافی داک، شیطان تاسمانی
- بیل فارمر - یوسمیتی سم، سیلوستر، فاگهورن لگهورن
- کت سوسی - لولا بانی
- موریس لامارچ - پپه لو پیو
- جون فوری - گرنی، ویچ هیزل
- دنی دویتو آقای سوکهمر
- باب برگن - مارتین مریخی، توئیتی، پورکی پیگ، هیوبی و برتی